# Фалмър Стейдиъм
„Фалмър Стейдиъм“ (на английски: Falmer Stadium), известен и със спонсорското си име „Американ Експрес Стейдиъм“ (на английски: American Express Stadium), както и с прозвището си The Amex, е футболен стадион във Фалмър, Брайтън и Хоув, Англия. С капацитет от 31 876 места това е вторият най-голям стадион в Югоизточна Англия след „Сейнт Мерис Стейдиъм“ в Саутхямптън. На стадиона играе домакинските си мачове отборът „Брайтън енд Хоув Албиън“.
Стадионът позволява провеждането на множество спортни събития и концерти, като е бил домакин на световната купа по ръгби през 2015 година и европейското първенство по футбол за жени през 2022 година. На него ще се играят и мачове от световната купа по ръгби за жени през 2025 година.
Построен е в периода от 2008 до 2011 година и е открит официално на 16 юли 2011 година.
От 1902 до 1997 година ФК „Брайтън енд Хоув Албиън“ играе мачовете си на „Голдстоун Граунд“. През 1997 година стадионът е продаден поради финансови причини и отборът започва да играе на отдалечения на 120 километра „Прийстфилд Стейдиъм“, който е собственост на ФК „Джилингам“. През 1999 година получава разрешение да използва за мачовете си „Уитдийн Стейдиъм“ в Брайтън. Този стадион не е харесван от феновете заради лекоатлетическата писта около игрището. Мястото, на което да се изгради новият стадион на клуба, е избрано още от 1999 година, но поради различни забавяния клубът изчаква до 2011 година, за да започне да играе на него.
Стадионът използва ястреби, за да гонят от терена гълъби и чайки.